# Peccato originale. Conti segreti, verità nascoste, ricatti: il blocco di potere che ostacola la rivoluzione di Francesco
Peccato originale è un saggio dossier scritto da Gianluigi Nuzzi, pubblicato dall'editore milanese Chiarelettere nel 2017 ed uscito il 9 novembre 2017.

## Contenuti
Dopo Vaticano S.p.A., Sua Santità e “Via Crucis”, Nuzzi torna a studiare ed indagare con nuove inchieste e nuove fonti il Vaticano.

## Edizioni
- Gianluigi Nuzzi, Peccato originale: conti segreti, verità nascoste, ricatti: il blocco di potere che ostacola la rivoluzione di Francesco, Milano, Chiarelettere, 2017, 339 p., ISBN 978-88-6190-840-6[10]